# Caligus chiastos
Caligus chiastos is een eenoogkreeftjessoort uit de familie van de Caligidae. De wetenschappelijke naam van de soort is voor het eerst geldig gepubliceerd in 2003 door Lin & Ho.